# 紋帶毛鼻鯰
紋帶毛鼻鯰，為輻鰭魚綱鯰形目毛鼻鯰科的其中一種。分布於南美洲厄瓜多爾的安地斯山脈的高山溪流，體長可達11.1公分。

## 扩展阅读
維基物種上的相關：紋帶毛鼻鯰